# Alouette fauve
Calendulauda africanoides
Espèce
Répartition géographique
Statut de conservation UICN

 LC  : Préoccupation mineure
L'Alouette fauve (Calendulauda africanoides) est une espèce d'oiseaux de la famille des Alaudidae. On la trouve dans le Centre-Sud de l'Afrique.

## Description
L'Alouette fauve est un petit oiseau mesurant environ 16 centimètres de long, du bec au bout de la queue, pour un poids généralement compris entre 21 et 28 grammes.

## Mode de vie

### Habitat et répartition
L'aire de répartition de l'Alouette fauve est très large, estimée à 8 400 000 km2. On la trouve dans les pays suivants : Angola, Botswana, Éthiopie, Kenya, Mozambique, Namibie, Somalie, Afrique du Sud, Tanzanie, Ouganda, Zambie et Zimbabwe.
Elle affectionne les savanes sèches.

### Comportement
Cette alouette n'est pas un oiseau migrateur.

## Démographie
La population d'Alouettes fauve semble stable et nombreuse, et son aire de répartition est étendue, raisons pour lesquelles l'Union Internationale pour la Conservation de la Nature a évalué l'état de conservation de cette alouette comme « préoccupation mineure » dans sa Liste rouge.

## Taxonomie
Jusqu'à 2009, l'Alouette fauve était classée comme appartenant au genre Mirafra avant d'être déplacée vers Calendulauda.

### Sous-espèces
Huit sous-espèces sont reconnues :
- C. a. intercedens (Reichenow, 1895) : Est et Sud de l'Éthiopie et de l'Ouest de la Somalie jusqu'à l'Est de l'Ouganda, au Kenya et au Nord de la Tanzanie.
- C. a. alopex (Sharpe, 1890) : extrême Est de l'Éthiopie et Nord de la Somalie.
- C. a. trapnelli (White, 1943) : Sud-Est de l'Angola et Sud-Ouest de la Zambie.
- C. a. harei (Roberts, 1917) : du Centre de la Namibie au Sud-Ouest du Botswana et au Nord-Ouest de l'Afrique du Sud.
- C. a. makarikari (Roberts, 1932) : Sud-Ouest de l'Angola et Nord de la Namibie jusqu'à l'Ouest de la Zambie et au Nord, Centre du Botswana.
- C. a. sarwensis (Roberts, 1932) : Ouest du Botswana, Est de la Namibie et Centre-Nord de l'Afrique du Sud.
- C. a. vincenti (Roberts, 1938) : Centre du Zimbabwe et Sud du Mozambique.
- C. a. africanoides (Smith, 1836) : Sud de la Namibie, Sud et Est du Botswana, Sud-Ouest du Zimbabwe et Nord de l'Afrique du Sud.

En 2023, à la suite d'une large étude de phylogénétique sur la famille Alaudidae menée par l'ornithologue suédois Per Alström (d) et ses collaborateurs, il a été déterminé que les deux sous-espèces de l'Alouette abyssinienne, C. a. intercedens et C. a. alopex devaient être des sous-espèces de l'Alouette fauve. C'est pourquoi, depuis 2024, ce qui formait l'Alouette abyssinienne est désormais incorporé au sein de l'Alouette fauve.